# Paul Augustin Tridoulat
Paul Augustin Tridoulat, né le 9 novembre 1765 à Pampelonne (Tarn), mort le 1er juin 1833 à Albi (Tarn), est un colonel français de la Révolution et de l’Empire.

## États de service
Il entre en service le 4 mars 1782, comme soldat au régiment de La Reine devenue 41e régiment d’infanterie en 1791. Il passe caporal le 4 juin 1785, sergent le 17 juin 1786, sergent fourrier le 17 juillet suivant et sergent-major le 1er septembre 1791, avant d’être congédié le 30 novembre suivant.
Le 17 janvier 1792, il reprend du service comme capitaine au 2e bataillon de volontaires du Morbihan. Embarqué le 17 juin suivant pour Saint-Domingue, il y fait les campagnes de 1792 à l’an II contre les insurgés. Dans les combats du 29 septembre 1793, il fait montre d’un courage à toute épreuve, et il est blessé d’un coup de feu. Il est fait prisonnier le 29 janvier 1794, par les espagnols, lors de la prise du Fort-Dauphin, et il est remis en liberté et envoyé à Nantes le 30 juillet suivant.
Affecté à l’armée de l’Ouest, il y sert jusqu’en l’an VII, puis il passe à l’armée d’Italie où il fait les campagnes de l’an VIII et de l’an IX. Le 14 juin 1800, à la bataille de Marengo, il fait partie de la division du général Lannes, et le 20 décembre 1800 à l’affaire de Gazoldo, il se fait remarquer par sa valeureuse conduite et il est blessé d’un coup de feu à la cuisse droite. Le 25 décembre 1800, lors du passage du Mincio, il traverse le fleuve à la nage, sous le feu de l’ennemi, et attache la première barque qui doit servir à l’établissement d’un pont volant. Grièvement blessé à la jambe, il n’en continue pas moins sa mission, qui est couronnée de succès. Cet acte de courage et de dévouement lui vaut un sabre d’honneur délivré par le premier Consul le 20 novembre 1801. 
Il est nommé chef de bataillon le 29 août 1803, à la 34e demi-brigade d’infanterie de ligne, et il est employé au camp de Wimereux pendant les ans XII et XIII. Membre de droit de la Légion d’honneur le 24 septembre 1803, il est fait officier de l’ordre le 14 juin 1804, et membre du collège électoral du département du Tarn.
De 1805 à 1807, il fait les campagnes d’Allemagne, de Prusse et de Pologne, au sein de la division Suchet du 5e corps de la Grande Armée. Il se distingue à Ulm du 15 au 20 octobre 1805, à Austerlitz le 2 décembre 1805, où il s’empare de 3 pièces de canon, ainsi qu’aux combats de Saalfeld le 10 octobre 1806, à Iéna le 14 octobre, et à Pulstuck le 26 décembre.
Il est élevé au grade de major le 21 décembre 1806, et en 1809 et 1810, il fait les campagnes en Hollande à la tête d’un régiment provisoire. Il est promu colonel le 3 mars 1811, pour prendre le commandement du régiment de l’Ile de Ré, et c’est à la tête de cette unité, qu’il fait la campagne de 1812 et 1813 en Lituanie. Il est blessé d’un éclat d’obus à la tête le 22 mai 1813, à bataille de Reichenbach près de Görlitz, et le 23 août suivant près de Berlin à la bataille de Gross Beeren, croyant l’aigle de son régiment tombé entre les mains de l'ennemi, et ne voulant pas survivre à un tel déshonneur, il se lance au plus fort de la mêlée. Grièvement blessé d’un coup de feu dans les reins, ses habits criblés de balles, et son cheval renversé par un boulet, il demeure insensible à tout ce qui se passe autour de lui. Cependant l’aigle n’est pas entre les mains de l’ennemi, et le commandant Ranchon, qui l’a préservé de toute honte le remet à son colonel à l’issue de la bataille. Il est créé baron de l’Empire le 21 février 1814.
Ses blessures ne lui permettent plus de servir, il demande donc sa mise à la retraite et l’obtient le 9 septembre 1814. Il ne prend aucune part aux événements des Cent-Jours, et malgré cela, il est persécuté au retour des Bourbons, emprisonné et trainé devant les tribunaux, qui ne peuvent que proclamer son innocence.
Il meurt le 1er juin 1833, à Albi.

## Armoiries
| Figure | Nom du baron et blasonnement |
| ------ | --- |
|        | Armes du baron Paul Augustin Tridoulat et de l'Empire, décret du 14 juin 1813, lettres patentes du 21 février 1814, officier de la Légion d'honneur (1804) D'argent au sabre de gueules, en pal, surmonté d'un comble d'azur à deux étoiles en fasce, d'or ; franc-quartier des barons tirés de l'armée, brochant au neuvième de l'écu - Livrées les couleurs de l'écu. |

## Sources
- A. Lievyns, Jean Maurice Verdot, Pierre Bégat, Fastes de la Légion-d'honneur, biographie de tous les décorés accompagnée de l'histoire législative et réglementaire de l'ordre, Tome 2, Bureau de l’administration, 1842, 344 p. (lire en ligne), p. 193.
- « Cote LH/2629/78 », base Léonore, ministère français de la Culture
- Louis François L’Héritier, Les fastes de la gloire: ou, Les braves recommandés a la Postérité, Tome 3, Paris, librairie Raymond, 1820, p. 242.
- « La noblesse d’Empire » (consulté le 14 décembre 2015)
- Vicomte Révérend, Armorial du premier empire, tome 4, Honoré Champion, libraire, Paris, 1897, p. 328.
- G. Dumont, Bataillons de volontaires nationaux (cadres et historiques), Paris, Charles Lavauzelle, 1914, 494 p. (lire en ligne), p. 220.
- Charles Théodore Beauvais et Vincent Parisot, Victoires, conquêtes, revers et guerres civiles des Français, depuis les Gaulois jusqu’en 1792, tome 26, C.L.F Panckoucke, janvier 1822, 414 p. (lire en ligne), p. 217.